# Tỉ lệ hoàn vốn nội bộ thay đổi
Tỷ lệ hoàn vốn nội bộ thay đổi (MIRR) là một thước đo tài chính độ  hấp dẫn của một đầu tư . Nó được sử dụng trong lập ngân sách vốn để xếp hạng các đầu tư thay thế có quy mô ngang nhau. Như tên của nó, MIRR là một sự thay đổi của tỷ lệ hoàn vốn nội bộ (IRR) và mục tiêu như vậy là để giải quyết một số vấn đề đối với IRR.

## Các vấn đề đối với IRR
Trong khi có một số vấn đề với IRR, MIRR giải quyết hai trong số chúng.
Thứ nhất, IRR giả định rằng dòng tiền dương tạm thời được tái đầu tư tại cùng một tỷ lệ lợi nhuận của dự án tạo ra chúng . Điều này thường là một kịch bản không thực tế và tình hình nhiều khả năng là các quỹ sẽ được tái đầu tư với tốc độ gần với chi phí vốn của công ty hơn. IRR do đó thường cho một bức tranh quá mức lạc quan của các dự án được nghiên cứu. Nói chung để so sánh các dự án một cách tốt hơn, chi phí vốn bình quân gia quyền nên được sử dụng để tái đầu tư dòng chảy tiền mặt tạm thời.
Thứ hai, có thể tìm thấy nhiều hơn 1 IRR cho các dự án với các dòng tiền dương và âm xen kẽ, dẫn đến sự nhầm lẫn và mơ hồ. MIRR tìm thấy chỉ có một giá trị.

## Tính toán của các MIRR
MIRR được tính như sau:
{\displaystyle {\mbox{MIRR}}={\sqrt[{n}]{\frac {FV({\text{cac dong tien duong, ti le tai dau tu}})}{-PV({\text{cac dong tien am, ti le tai chinh}})}}}-1},
ở đây n là số lượng thời gian bằng nhau ở cuối của dòng tiền xảy ra (không phải là số của dòng tiền), PV là giá trị hiện tại (tại đầu của thời kỳ đầu tiên), FV là giá trị tương lai (ở cuối của thời kỳ cuối cùng).
Công thức cộng thêm dòng tiền âm sau khi chiết khấu chúng về thời gian T0 bằng cách sử dụng chi phí vốn bên ngoài, thêm các dòng tiền dương bao gồm cả tiền thu được tái đầu tư theo tỷ lệ tái đầu tư bên ngoài đối với giai đoạn cuối cùng, và sau đó làm việc ra những gì tỷ lệ lợi nhuận sẽ gây ra độ lớn của dòng tiền âm giảm giá tại thời gian T0 có tương đương với giá trị tương lai của dòng tiền dương tại thời kỳ cuối cùng.
Các ứng dụng bảng tính, chẳng hạn như Microsoft Excel, đã sẵn có chức năng để tính toán MIRR. Trong Microsoft Excel chức năng này là "= MIRR".

### Ví dụ
Nếu một dự án đầu tư được mô tả theo trình tự của các dòng tiền mặt:
| Năm | Dòng tiền |
| --- | --------- |
| 0   | -1000     |
| 1   | -4000     |
| 2   | 5000      |
| 3   | 2000      |

thì IRR {\displaystyle r} được cho bởi
{\displaystyle {\mbox{NPV}}=-1000+{\frac {-4000}{(1+r)^{1}}}+{\frac {5000}{(1+r)^{2}}}+{\frac {2000}{(1+r)^{3}}}=0}.
Trong trường hợp này, câu trả lời là 25,48% (các nghiệm khác đối với phương trình này là -593,16% và -132,32%, nhưng chúng sẽ không được coi là các IRR có nghĩa).
Để tính toán MIRR, chúng ta sẽ giả định một tỷ lệ tài chính là 10% và tỷ lệ tái đầu tư là 12%. Đầu tiên, chúng ta tính giá trị hiện tại của dòng tiền âm (chiết khấu theo tỷ lệ tài chính):
{\displaystyle PV({\text{dong tien am, ti le tai chinh}})=-1000+{\frac {-4000}{(1+10\%)^{1}}}=-4636.36}.
Thứ hai, chúng ta tính giá trị tương lai của dòng tiền dương (tái đầu tư tại tỷ lệ tái đầu tư):
{\displaystyle FV({\text{dong tien duong, ti le tai dau tu}})=5000\cdot (1+12\%)^{1}+2000=7600}.
Thứ ba, chúng ta tìm MIRR:
{\displaystyle {\mbox{MIRR}}={\sqrt[{3}]{\frac {7600}{4636.36}}}-1=17.91\%}.
MIRR tính được là (17,91%) khác đáng kể với IRR (25,48%).

## So sánh các dự án có quy mô khác nhau
Giống như tỷ lệ hoàn vốn nội bộ, tỉ lệ hoàn vốn nội bộ sửa đổi có thể không được sử dụng một cách hợp lệ để xếp hạng thứ tự dự án có các quy mô khác nhau, bởi vì một dự án lớn hơn với một tỷ lệ hoàn vốn nội bộ thay đổi nhỏ hơn có thể có giá trị hiện tại cao hơn. Tuy nhiên, có tồn tại các biến thể của tỷ lệ hoàn vốn nội bộ sửa đổi có thể được sử dụng cho những so sánh như vậy.